# Lophosigna catasticta
Lophosigna catasticta là một loài bướm đêm trong họ Geometridae.